# Liste der Monuments historiques in Chalaines
Die Liste der Monuments historiques in Chalaines führt die Monuments historiques in der französischen Gemeinde Chalaines auf.

## Liste der Immobilien
| Bezeichnung          | Beschreibung | Standort                 | Kennzeichnung | Schutzstatus | Datum | Bild |
| -------------------- | ------------ | ------------------------ | ------------- | ------------ | ----- | ---- |
| Château de Chalaines | 1784 erbaut  | 14 rue du Château (Lage) | PA00106707    | Inscrit      | 1992  |      |

## Liste der Objekte
| Bezeichnung           | Beschreibung                                                                                            | Standort                                   | Kennzeichnung | Schutzstatus | Datum | Bild |
| --------------------- | --- | ------------------------------------------ | ------------- | ------------ | ----- | ---- |
| Roter Ornat           | Kasel, Stola, Manipel, Kelchvelum, Bursa und Palium; Stoff, bestickt, erste Hälfte des 19. Jahrhunderts | in der Kirche Nativité-de-la-Vierge (Lage) | PM55001680    | Inscrit      | 1999  |      |
| Kanontafel            | Papier, bedruckt, Ende des 18. Jahrhunderts                                                             | in der Kirche Nativité-de-la-Vierge (Lage) | PM55001679    | Inscrit      | 1995  |      |
| Gemälde Marienkrönung | Ölfarbe auf Holz, 17. Jahrhundert                                                                       | in der Kirche Nativité-de-la-Vierge (Lage) | PM55001678    | Inscrit      | 1995  |      |